# معدل التدفق الحراري
معدل التدفق الحراري هو مقدار الحرارة المنقولة لكل وحدة زمنية في بعض المواد, وتقاس عادةً بوحدة الواط (جول في الثانية), و يتم انتقال الطاقة الحرارية بفعل عدم الإتزان الحراري. في هذا التعريف يجب عدم الخلط بين الحرارة والطاقة الحرارية المخزنة ، حيث انه لا يسمى نقل جسم ساخن من مكان إلى آخر نقلاً للحرارة.
يتم التعبير عن معادلة التدفق الحراري بواسطة قانون فورييه للتوصيل الحراري.
معدل تدفق الحرارة = - (معامل انتقال الحرارة) * (مساحة الجسم) * (تغير درجة الحرارة) \ (طول المادة)
صيغة معدل التدفق الحراري هي:
{\displaystyle {\displaystyle {\frac {Q}{\Delta t}}=-kA{\frac {\Delta T}{\Delta x}}}}
{\displaystyle Q}: هو صافي نقل الحرارة (الطاقة).
{\displaystyle \Delta t}: هو الوقت المستغرق.
{\displaystyle \Delta T}: هو الفرق في درجة الحرارة بين الجانبين البارد والساخن.
{\displaystyle \Delta x}:هي سماكة المادة الموصلة للحرارة (المسافة بين الجانبين الساخن والبارد).
{\displaystyle k}:هي الموصلية الحرارية.
{\displaystyle A}:هي مساحة السطح التي تنبعث منه الحرارة.
إذا وجِدَت قطعة من مادة ما و كانت مساحة المقطع العرضي لها هي {\displaystyle A} وسمكها {\displaystyle x} مع اختلاف في درجة الحرارة {\displaystyle \Delta T} بين وجهيها ، فإن الحرارة تتدفق بين الوجهين في اتجاه عمودي على الوجوه. و يكون المعدل الزمني لتدفق الحرارة {\displaystyle {\displaystyle {\frac {Q}{\Delta t}}}}, لقيم صغيرة من {\displaystyle Q} و {\displaystyle \Delta t}, متناسباً مع {\displaystyle {\displaystyle A\times {\frac {\Delta T}{\Delta x}}}}. في حدود سماكة متناهية الصغر ل {\displaystyle \Delta x} و مع اختلاف درجة الحرارة {\displaystyle \Delta T} يصبح التعبير {\displaystyle {\displaystyle H=-kA({\frac {\Delta T}{\Delta x}})}} حيث أن {\displaystyle {\displaystyle H=({\frac {Q}{\Delta t}})}} هو المعدل الزمني لتدفق الحرارة عبر المساحة {\displaystyle A}.
{\displaystyle {\displaystyle {\frac {\Delta T}{\Delta x}}}} هو التدرّج الحراري عبر المادة. {\displaystyle k} (ثابت التناسب) هو الموصلية الحرارية للمادة, كثيرا ما يُستخدم {\displaystyle k}, {\displaystyle \lambda } أو الحرف اليوناني {\displaystyle \kappa } للتعبير عن هذا الثابت.[بحاجة لمصدر]
يعود سبب وجود الإشارة السالبة في المعادلة, لأن معدل تدفق الحرارة دائمًا سالب أي أن الحرارة تتدفق من الجانب الأعلى درجة حرارة إلى الجانب ذو درجة الحرارة المنخفضة، وليس العكس.